# Antonín Ludvík Stříž
Antonín Ludvík Stříž (17. ledna 1888, Bohdalice – 6. srpna 1960, Praha) byl český římskokatolický kněz, kanovník Královské kolegiátní kapituly sv. Petra a Pavla na Vyšehradě, básník, esejista, literární historik a kritik, znalec středověké náboženské literatury, překladatel z latiny, angličtiny, francouzštiny, italštiny a portugalštiny a vydavatel.